# Anghelos S. Vlahos
Anghelos Stavrou Vlahos (n. 4 februarie 1915, Alexandria, Egipt – d. 8 februarie 2003, Atena, Grecia) a fost un scriitor, poet și diplomat grec și nepotul scriitorului și politicianului Angelos Vlachos (1838-1920).

## Biografie
După ce studiază științele juridice, se consacră carierei diplomatice, din 1939 intră în corpul diplomatic. În 1943 a fost închis de germani și a reușit să evadeze în Orientul Mijlociu, unde a luat parte la Guvernul grec în exil la Cairo. După eliberare, a urmat o carieră de diplomat (prim-secretar al ambasadelor de la Ankara și Roma, consul general la Ierusalim și Nicosia și reprezentant al Greciei la Geneva), ajungând ambasador al Greciei la Moscova în Uniunea Sovietică. În același timp. s-a remarcat în domeniul politicii (viceministru al educației în Guvernul interimar a lui Pipineli în 1963, secretar general al Ministerului Afacerilor Externe până la declararea dictaturii din aprilie și demisia sa, ministru pe lângă prim-ministru în Guvernul de Unitate Națională în 1974). Preocupările legate de cariera diplomatică nu-l împiedică să-și închine o bună parte din timp creației literare.
A apărut pentru prima dată în literatură în 1945 Momântul bătrânei, care are tema războiului din Albania. Trecutul istoric al țării sale constituie însă pentru Vlahos sursa de inspirație la care se întoarce cu stăruință, cum o dovedesc Istoria Bizanțului și Ultimii Comneni, evocare a împăraților bizantini care au domnit la începutul secolului al XIII-lea, precum și traducerea în greaca modernă a Istoriei războiului peloponesiac a lui Tucidide.
Pentru opera sa literară a fost onorat cu Premiul Grupului celor Doisprezece (în 1954 pentru romanul Domnul meu Alcibiade), Premiul Ministerului Educației (în 1958 pentru romanul Orele de viață și în 1968 pentru colecția de nuvele Daïmas norocosul), Premiul Academiei din Atena (1972), iar în 1985 a fost ales membru al Academiei din Atena la catedra de Literatură/Oratorie.
De asemenea, a practicat jurnalism, colaborând cu ziarele ateniene sub pseudonimul Andreas Velos.

## Opera literară
- Stăpânul meu Alcibiade (1955) - traducere în limba română: Editura Univers, Colecția Romanului Istoric, 1970
- Călători la Suza (Editura Univers, 1976)
- Mormântul bătrânei (1945), roman de război
- Ore de viață, nuvelă
- Istoria Bizanțului, roman istoric
- Ultimii Comneni (1961)[3], roman istoric
- Daïmas norocosul (1966), culegere de nuvele

## Lucrări traduse
- Istoria războiului peloponesiac a lui Tucidide